# Добровольское (Оренбургская область)
Доброво́льское — село в Новоорском районе Оренбургской области. Административный центр Добровольского сельсовета.

## История
В 1966 году указом Президиума Верховного Совета РСФСР село центральной усадьбы совхоза Ириклинский» было переименовано в Добровольское.

## Население
| 2010 |
| ---- |
| 788  |

## Улицы
| - ул. Богатская, - ул. Горького, - ул. Добровольская, - ул. Ириклинская, - ул. Кирова, - ул. Комсомольская, - ул. Набережная, | - ул. Оренбургская, - ул. Пионерская, - ул. Советская, - ул. Степная, - ул. Школьная, - ул. Юбилейная. |